# Купа на Първи канал
Купата на първи канал е футболен турнир, съществавал между 2006 и 2009 година. Организиран е от телевизия Първи канал и Национална футболна академия, създадена от Роман Абрамович.

## История
Първата купа на 1 канал се играе в Тел-Авив между 5 и 9 февруари 2006. Участват ФК Спартак Москва, ЦСКА Москва, Динамо Киев и Шахтьор (Донецк). Победител става Шахтьор. Играе се по системата „всеки срещу всеки“. На следващата година вече се играе в 2 групи по 3 отбора, победителите от които отиват на финала. Освен четирите отбора, участвали през 2006, участват и израелските Макаби Хайфа и Апоел (Тел-Авив). На финала се срещат ЦСКА Москва и Спартак. Армейците побеждават. През 2008 в турнирът се включват Цървена Звезда и Бейтар Йерусалим. Победител става Динамо Киев. От 2009 турнирът не се провежда.

## Най-добри футболисти в турнира
| Година | Играч            | Клуб              |
| ------ | ---------------- | ----------------- |
| 2006   | Жо               | ПФК ЦСКА Москва   |
| 2007   | Роман Павлюченко | ФК Спартак Москва |
| 2008   | Сергей Ребров    | Динамо Киев       |

## Голмайстори на купата на 1 канал
| Година | Голмайстори      | Клуб              | Голове |
| ------ | ---------------- | ----------------- | ------ |
| 2006   | Брандао          | Шахтьор (Донецк)  | 3      |
| 2007   | Роман Павлюченко | ФК Спартак Москва | 4      |
| 2008   | Фернандиньо      | Шахтьор (Донецк)  | 4      |